# Qullissat
Qullissat – opuszczona w 1972 roku górnicza osada w zachodniej Grenlandii, w gminie Qaasuitsup, na północno-wschodnim brzegu wyspy Disko (Qeqertarsuaq).

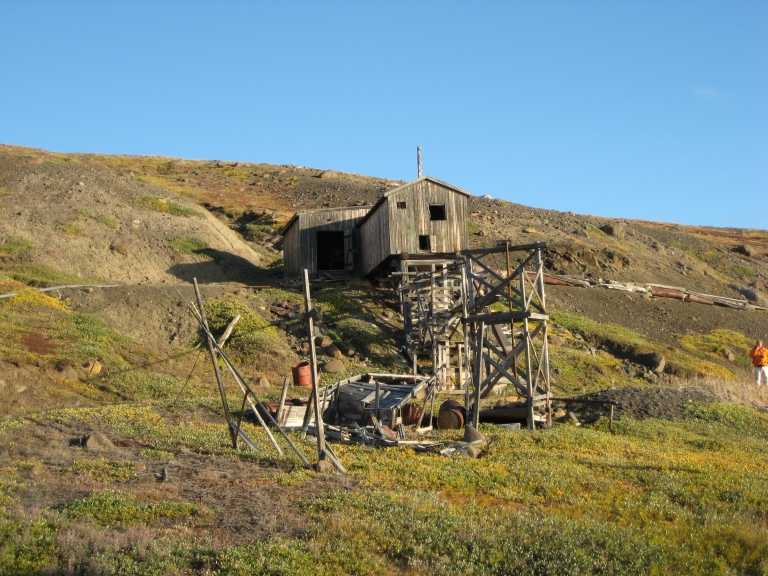
Stare kopalnie
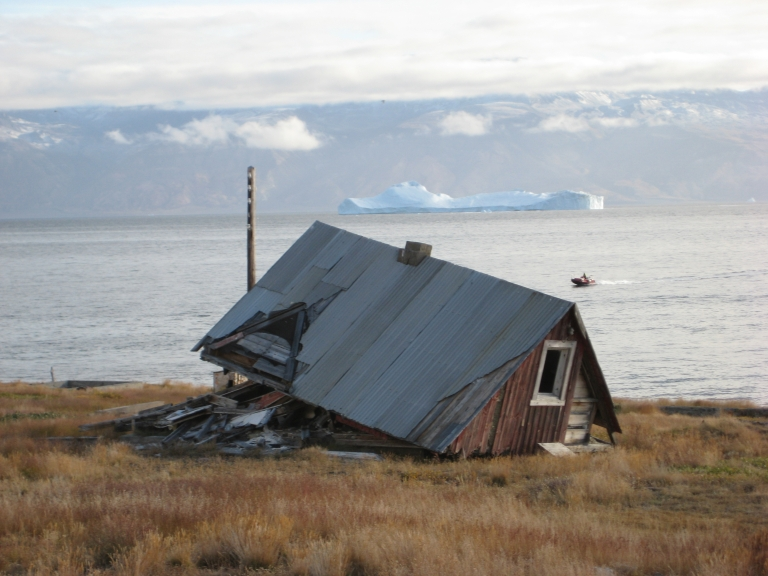
Opuszczony dom